# Potamotyphlus kaupii
La cecilia de río (Potamotyphlus kaupii) es una especie de anfibio gimnofión de la familia Typhlonectidae. Es la única especie del género Potamotyphlus.
Habita en el norte y en el occidente del Brasil, en el centro de Venezuela, en el oriente de Colombia, en el oriente de Ecuador y en el oriente del Perú. Tal vez habite también en Bolivia.
Sus hábitats naturales se hallan en bosques secos tropicales, pantanos, praderas tropicales inundadas en algunas estaciones, ríos, lagos de agua dulce y marismas.